# جنگنده گونه ۵
جنگنده گونه ۵ (به ژاپنی: 五式戦闘機) (عنوان طراحی: کی-۱۰۰) یک هواگرد تک‌باله تک‌موتوره تک‌سرنشین ساخت شرکت کاواساکی در امپراتوری ژاپن بود. این هواگرد از نصب موتور میتسوبیشی ها-۱۱۲–۲ بر بدنه جنگنده گونه ۳ ایجاد شد. هواگرد نخستین پرواز خود را ماه فوریه سال ۱۹۴۵ انجام داد و در ماه‌های پایانی جنگ جهانی دوم در نیروی هوایی نیروی زمینی امپراتوری ژاپن خدمت کرد.

## طراحی و توسعه
گروه طراحی شرکت کاواساکی به رهبری مهندس دوی تاکئو، جنگنده رهگیر ارتفاع بلند کی-۶۱–۲-کای را اواخر سال ۱۹۴۱ پدیدآورد. از اواخر پاییز سال ۱۹۴۴ کمبود موتور خطی ها-۱۴۰ تولید کی-۶۱ را دچار مشکل کرد. تعداد زیادی از بدنه‌های تولیدشده این هواگرد بدون موتور در انبار جمع شدند. از این رو بدنه کی-۶۱ به گونه‌ای تغییر کرد که موتور شعاعی میتسوبیشی ها-۱۱۲–۲ بر آن نصب شود. این موتور خنک‌شونده با هوا و توان آن هنگام برخاستن ۱٬۵۰۰ اسب بخار بود. تسلیحات تغییر نکرد و شامل دو توپ خودکار ۲۰ م‌م و دو مسلسل ۱۲٫۷ م‌م بود. نخستین پیش‌نمونه حاصل از این تغییر نخستین بار روز ۱ فوریه سال ۱۹۴۵ تحت عنوان «کی-۱۰۰» به پرواز درآمد. دو پیش‌نمونه دیگر هم تولید شد. متعاقباً مجوز تکمیل تمامی بدنه‌های بدون موتور کی-۶۱–۲-کای با موتور ها-۱۱۲ صادر شد. بلافاصله کار تبدیل ۲۷۵ بدنه آغاز شد. نیروی زمینی عنوان «جنگنده گونه ۵» مدل ۱-کو بر هواگرد جدید نهاد. کاواساکی کی-۱۰۰ آخرین جنگنده‌ای بود که به خدمت نیروی زمینی امپراتوری ژاپن درمی‌آمد.
پس از توقف تولید کی-۶۱–۲-کای مدل جدیدی از جنگنده گونه ۵ جای آن را در خط تولید گرفت. در این مدل با عنوان کی-۱۰۰–۱-اوستو، قسمت پشت بدنه کوتاه‌تر شد و آسمانه اتاقک خلبان دید همه‌جانبه داشت.
در مدل کی-۱۰۰–۲ هواگرد مجهز به یک سوپرشارژر رو-۱۰۲ شد و پیش‌نمونه آن ماه مه سال ۱۹۴۵ به هوا برخاست. دو پیش‌نمونه دیگر هم از این مدل تکمیل و آزمایش شد.
جنگنده گونه ۵ عملکرد بسیار خوبی در نقش جنگنده رهگیر داشت و به مؤثری علیه آرایش‌های بمب‌افکن‌های آمریکایی بی-۲۹ در ماه‌های پایانیی نبرد اقیانوس آرام به‌کار گرفته شد.
تولیدات جنگنده گونه ۵، بدون در نظر گرفتن پیش‌نمونه‌ها، مجموعاً ۳۸۹ فروند، شامل ۲۷۱ فروند نسخه کو و ۱۱۸ فروند نسخه استو، بود. آماده‌سازی برای تولید انبوه مدل کی-۱۰۰–۲ در دست بود که جنگ جهانی دوم به پایان رسید.

## مشخصات فنی
کی-۱۰۰–۱-اوستو:
مشخصات عمومی
- خدمه: ۱ نفر
- طول: ۸٫۹۲ متر
- طول بال: ۱۲ متر
- ارتفاع: ۳٫۷۵ متر
- مساحت بال: ۲۰ متر مربع
- وزن خالی: ۲٬۵۲۵ کیلوگرم
- وزن بارگذاری‌شده: ۳٬۴۹۵ کیلوگرم
- نیرومحرکه: ۱ × موتور شعاعی ۱۴ سیلندر میتسوبیشی ها-۱۱۲ خنک‌شونده با هوا: ۱٬۵۰۰ اسب بخار هنگام برخاستن

عملکرد
- حداکثر سرعت: ۵۸۰ کیلومتر بر ساعت در ۶٬۰۰۰ متری
- سرعت اوج‌گیری: ۵٬۰۰۰ متر در ۶ دقیقه
- برد: ۱٬۴۰۰ کیلومتر (با محفظه سوخت داخلی)

تسلیحات
- ۲ × توپ خودکار ۲۰ م‌م
- ۲ × مسلسل ۱۲٫۷ م‌م